# Bretby

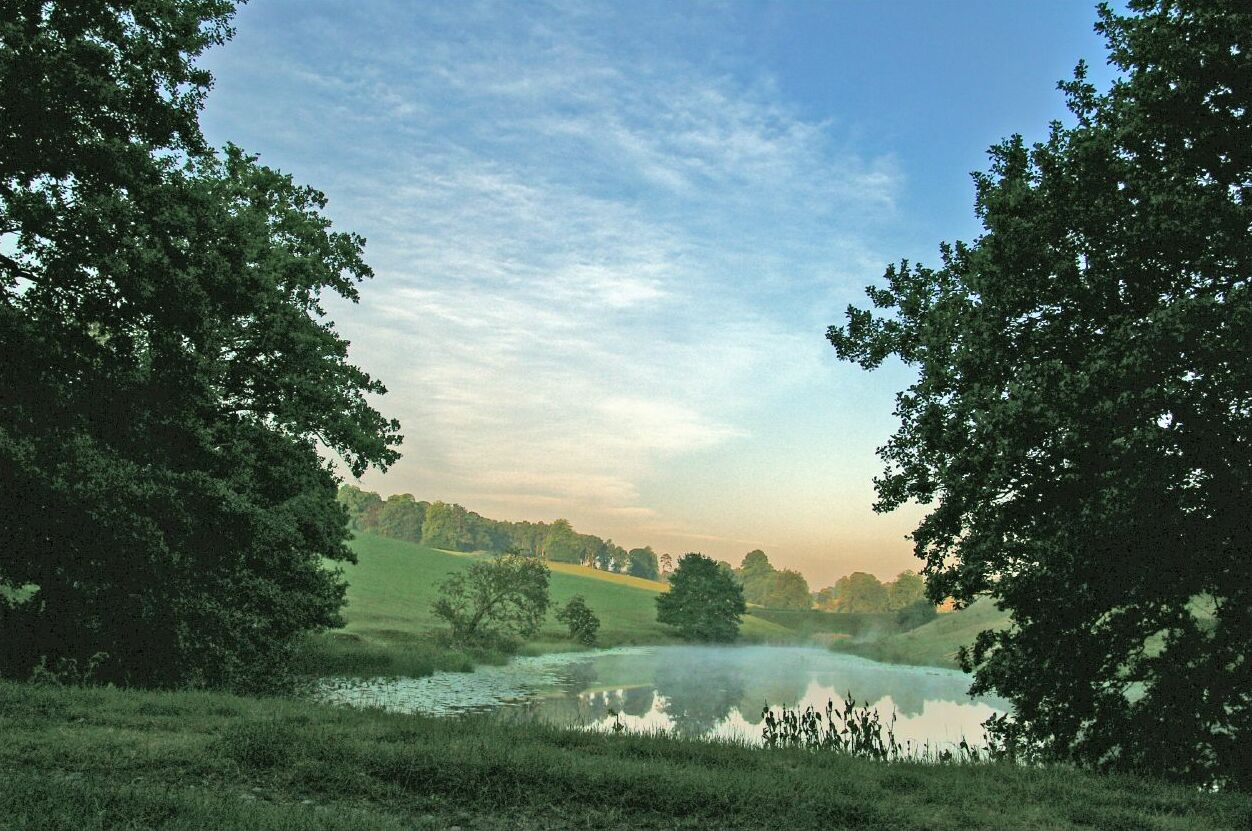
Bretby Pond

Bretby ist ein Dorf mit 893 (2011) Einwohnern im Süden von Derbyshire nördlich von Swadlincote und östlich von Burton upon Trent, an der Grenze zwischen Derbyshire und Staffordshire. Die Region sind die East Midlands. Der Name bedeutet „Kampfplatz zwischen Briten“.

## Geschichte
Bretby soll  im Jahr 880 der Platz einer großen Schlacht zwischen den Dänen und dem Königreich Mercia gewesen sein. Bretebi ist erwähnt im Domesday Book 1086. Dem englischen König gehörten in Derbyshire außer Bretby und Newton Solney noch Repton, Milton, Wirksworth, Weston-on-Trent, Walton-on-Trent und Ashbourne.

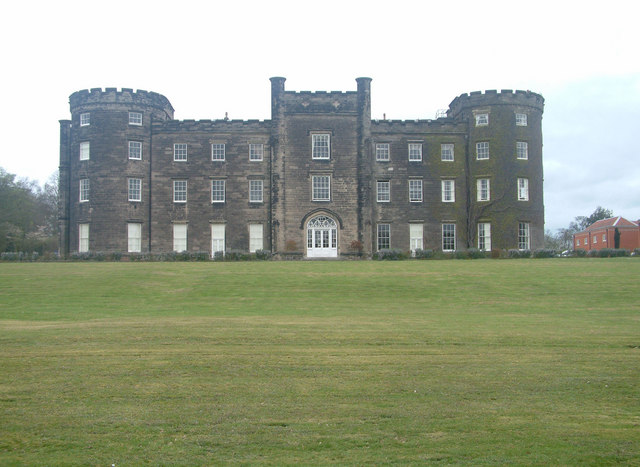
Bretby Hall (Bau von 1812)

Es gab nahe der Kirche eine Burg, die in der Zeit von König Jakob I. zerstört wurde, um in der Nähe Bretby Hall bauen zu können. 1585 kaufte die Familie Stanhope aus Shelford Bretby, Philip Stanhope legte 1610 den Park an, 1630 wurde das erste Bretby Hall erbaut, das seitdem der Sitz des Earl of Chesterfield war. George Herbert, 5. Earl of Carnarvon verkaufte in den 1920er Jahren den 1812 völlig neu erbauten Besitz, um die Tutanchamun Expedition zu bezahlen.

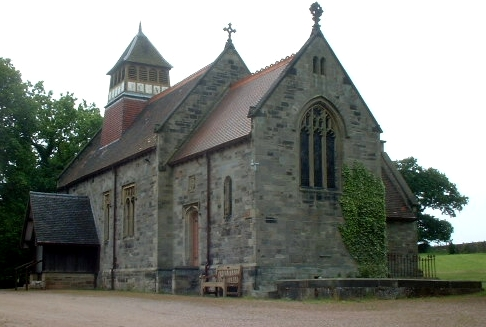
Pfarrkirche von Bretby

Die Pfarrkirche, die 1877 erneuert wurde, ist St. Wystan geweiht.

## Persönlichkeiten
- Philip Stanhope, 5. Earl of Chesterfield (1755–1815), Politiker und Diplomat